# 2-Methoxyhydrochinon
2-Methoxyhydrochinon MHQ ist ein mit einer Methoxygruppe substituiertes Hydrochinon, das auf einfachem Wege aus Vanillin zugänglich ist und als organischer Elektrolyt in Redox-Flow-Batterien untersucht wird.

## Vorkommen und Darstellung
2-Methoxyhydrochinon kann durch oxidative Deformylierung – Abspaltung der Formylgruppe des Vanillins durch Wasserstoffperoxid H2O2 im Alkalischen – erhalten werden.
Die im Labormaßstab erzielte Ausbeute von 75,8 % in millimolaren Ansätzen muss noch in den industriellen Maßstab skaliert werden.
Eine wesentliche Quelle für den Ausgangsstoff Vanillin stellt Ligninsulfonat aus Weichholz als Nebenprodukt bei der Herstellung von Zellstoff nach dem Sulfitverfahren dar. Die Synthese von MHQ aus Vanillin eröffnet einen Zugang zu großvolumigen und kostengünstig verfügbaren nachwachsenden Rohstoffen.

## Eigenschaften
2-Methoxyhydrochinon ist ein hellgelber kristalliner Feststoff, der sich wenig in Wasser, aber gut in verdünnter Natronlauge und in Methanol löst. Wie Hydrochinon ist auch MHQ gegenüber starken Basen unverträglich. In Gegenwart von Luftsauerstoff oxidiert MHQ im Alkalischen leicht zum entsprechenden 2-Methoxy-1,4-benzochinon MQ und dimerisiert zu unlöslichen Nebenprodukten.
Bei Lichtbestrahlung bilden sich reaktive Radikale bzw. Radikalanionen, d. h. in Lösung ist 2-Methoxyhydrochinon gegenüber stark sauren und stark basischen Medien, Sauerstoff und Licht unbeständig.

## Anwendungen
2-Methoxyhydrochinon wurde kürzlich als neuer organischer redoxaktiver Elektrolyt in Redox-Flow-Batterien beschrieben. In einem experimentellen Aufbau mit 1,4-Benzochinon als Gegenelektrolyt wurde mit dem Lösungsmittel 0.5 M H3PO4 bei pH 4 eine Energiedichte von immerhin 27,1 Wh/l bei 1 Volt Zellspannung erreicht. Unter Umgebungsbedingungen ohne Luftausschluss wurden mehr als 250 Zyklen mit geringen Effizienzminderungen realisiert. Die Forschungen an Chinonen, wie z. B. 2,5-Dihydroxy-1,4-benzochinon oder Hydrochinonderivaten wie MHQ liefern wichtige Hinweise auf die zukünftige Realisierbarkeit organischer und im günstigsten Fall „grüner“ Redox-Flow-Batterien als Speicher für elektrische Energie, insbesondere für intermittierend anfallende Strommengen.